# Espezel
Espezel är en kommun i departementet Aude i regionen Occitanien  i södra Frankrike. Kommunen ligger  i kantonen Belcaire som ligger i arrondissementet Limoux. År 2022 hade Espezel 233 invånare.

## Befolkningsutveckling
Antalet invånare i kommunen Espezel
Referens: INSEE